# Taurus Awards 2019
Die Taurus Awards 2019 waren die 18. Verleihung des Taurus Award, eine US-amerikanische Auszeichnung für Filmstunts, welche am 15. März 2019 stattfanden.

## Verleihung
Als größte Gewinner galten nach diesem Abend die Filmproduktionen Mission: Impossible - Fallout (2 Nominierungen) und Deadpool 2 (2 Nominierungen), denen es beiden gelungen ist in allen nominierten Kategorien zu gewinnen.

## Gewinner und Nominierte
Im Jahr 2019 erfolgte die Verleihung der Taurus Awards in folgenden Kategorien.
Zeitleiste der Kategorien des Taurus Award
Die Auszeichnungen wurden – wie in den Vorjahren auch – in neun Kategorien verliehen, in denen insgesamt 23 verschiedene Filme nominiert wurden. Dabei wurden die Filme Mile 22 (4 Nominierungen), Black Panther (4 Nominierungen) und Aquaman (4 Nominierungen) am häufigsten nominiert, jedoch gelang es den letzteren beiden nur jeweils in einer Kategorie eine Auszeichnung mitzunehmen. Mile 22 ging sogar gänzlich leer aus. Mit jeweils zwei Auszeichnungen erhielten Mission: Impossible - Fallout und Deadpool 2 die meisten Taurus Awards.
Folgende Filme des Vorjahres wurden 2019 nominiert sowie mit dem Taurus Award ausgezeichnet.
| Kategorie (Englische Originalbezeichnung)                                 | Nominierte Filme (Gewinner fett markiert) |
| ------------------------------------------------------------------------- | ----------------------------------------- |
| Beste Kampfszene (Best Fight)                                             | Ant-Man and the Wasp                      |
| Beste Kampfszene (Best Fight)                                             | Final Score                               |
| Beste Kampfszene (Best Fight)                                             | Game Night                                |
| Beste Kampfszene (Best Fight)                                             | Mile 22                                   |
| Beste Kampfszene (Best Fight)                                             | Upgrade                                   |
| Bester Stunt in der Höhe (Best High Work)                                 | Black Panther                             |
| Bester Stunt in der Höhe (Best High Work)                                 | The Equalizer 2                           |
| Bester Stunt in der Höhe (Best High Work)                                 | Final Score                               |
| Bester Stunt in der Höhe (Best High Work)                                 | Aufbruch zum Mond                         |
| Bester Stunt in der Höhe (Best High Work)                                 | Papillon                                  |
| Bestes Stunt Rigging (Best Stunt Rigging)                                 | Aquaman                                   |
| Bestes Stunt Rigging (Best Stunt Rigging)                                 | Black Panther                             |
| Bestes Stunt Rigging (Best Stunt Rigging)                                 | Aufbruch zum Mond                         |
| Bestes Stunt Rigging (Best Stunt Rigging)                                 | Mission: Impossible – Fallout             |
| Bester Fahrzeugstunt (Best Work With A Vehicle)                           | Operation: 12 Strong                      |
| Bester Fahrzeugstunt (Best Work With A Vehicle)                           | Black Panther                             |
| Bester Fahrzeugstunt (Best Work With A Vehicle)                           | Final Score                               |
| Bester Fahrzeugstunt (Best Work With A Vehicle)                           | Verschwörung                              |
| Bester Fahrzeugstunt (Best Work With A Vehicle)                           | Venom                                     |
| Bester Spezialstunt (Best Specialty Stunt)                                | Bird Box – Schließe deine Augen           |
| Bester Spezialstunt (Best Specialty Stunt)                                | Deadpool 2                                |
| Bester Spezialstunt (Best Specialty Stunt)                                | Mile 22                                   |
| Bester Spezialstunt (Best Specialty Stunt)                                | Operation: Overlord                       |
| Bester Spezialstunt (Best Specialty Stunt)                                | Venom                                     |
| Härtester Schlag (Hardest Hit)                                            | Ant-Man and the Wasp                      |
| Härtester Schlag (Hardest Hit)                                            | Aquaman                                   |
| Härtester Schlag (Hardest Hit)                                            | Deadpool 2                                |
| Härtester Schlag (Hardest Hit)                                            | Verschwörung                              |
| Härtester Schlag (Hardest Hit)                                            | Mile 22                                   |
| Bester Stunt einer Frau (Best Overall Stunt By A Stunt Woman)             | Ant-Man and the Wasp                      |
| Bester Stunt einer Frau (Best Overall Stunt By A Stunt Woman)             | Aquaman                                   |
| Bester Stunt einer Frau (Best Overall Stunt By A Stunt Woman)             | Bird Box – Schließe deine Augen           |
| Bester Stunt einer Frau (Best Overall Stunt By A Stunt Woman)             | Verschwörung                              |
| Bester Stunt einer Frau (Best Overall Stunt By A Stunt Woman)             | Mile 22                                   |
| Bester Stuntkoordinator (Best Stunt Coordinator And/Or 2nd Unit Director) | Aquaman                                   |
| Bester Stuntkoordinator (Best Stunt Coordinator And/Or 2nd Unit Director) | Avengers: Infinity War                    |
| Bester Stuntkoordinator (Best Stunt Coordinator And/Or 2nd Unit Director) | Black Panther                             |
| Bester Stuntkoordinator (Best Stunt Coordinator And/Or 2nd Unit Director) | Mission: Impossible – Fallout             |
| Bester Stuntkoordinator (Best Stunt Coordinator And/Or 2nd Unit Director) | Venom                                     |
| Bester Stunt in einem ausländischen Film (Best Action In A Foreign Film)  | Big Brother (Hong Kong)                   |
| Bester Stunt in einem ausländischen Film (Best Action In A Foreign Film)  | Race 3 (Indien)                           |
| Bester Stunt in einem ausländischen Film (Best Action In A Foreign Film)  | The Scynthian (Russland)                  |
| Bester Stunt in einem ausländischen Film (Best Action In A Foreign Film)  | Taxi 5 (Frankreich)                       |
| Bester Stunt in einem ausländischen Film (Best Action In A Foreign Film)  | The Unthinkable (Schweden)                |